# Élections législatives de 2007 en Aquitaine
L'Aquitaine est une région assez partagée, terre disputée par l'UMP, le Parti socialiste et l'UDF, comme
l'attestent les régionales de 2004. On a ainsi un chef-lieu régional, Bordeaux, de droite et fief de l'ancien Premier
ministre chiraquien Alain Juppé et avant lui du gaulliste Jacques Chaban-Delmas, alors que la banlieue bordelaise au contraire est plutôt de gauche (Noël Mamère (EELV) à Bègles par exemple). Certains départements ruraux sont entièrement acquis à un parti politique, comme les Landes ou la Dordogne pour le Parti socialiste et où Henri Emmanuelli domine la vie politique locale ou le Lot-et-Garonne pour l'UMP. Dans les Pyrénées-Atlantiques, Pau et ses environs est un bastion socialiste, l'arrière pays béarnais et pyrénéen est le fief de François Bayrou et la côte atlantique est quant à elle plutôt proche de la droite gaulliste avec notamment Michèle Alliot-Marie [réf. nécessaire].

## Résultat globaux
| Parti | Parti                             | Dordogne | Dordogne | Gironde | Gironde | Landes | Landes | Lot-et-Garonne | Lot-et-Garonne | Pyrénées-Atlantiques | Pyrénées-Atlantiques | Total  | Total |
| Parti | Parti                             | Sièges   | +/-      | Sièges  | +/-     | Sièges | +/-    | Sièges         | +/-            | Sièges               | +/-                  | Sièges | +/-   |
| ----- | --------------------------------- | -------- | -------- | ------- | ------- | ------ | ------ | -------------- | -------------- | -------------------- | -------------------- | ------ | ----- |
|       | Parti Socialiste                  | 3        | +1       | 7       | +2      | 3      | 0      | 1              | +1             | 2                    | 0                    | 16     | +4    |
|       | Union pour un Mouvement Populaire | 1        | -1       | 3       | -2      | 0      | 0      | 1              | -1             | 2                    | 0                    | 7      | -4    |
|       | UDF-Mouvement démocrate           | 0        | 0        | 0       | 0       | 0      | 0      | 0              | 0              | 2                    | 0                    | 2      | 0     |
|       | Les Verts                         | 0        | 0        | 1       | 0       | 0      | 0      | 0              | 0              | 0                    | 0                    | 1      | 0     |
|       | Parti Social Libéral Européen     | 0        | 0        | 0       | 0       | 0      | 0      | 1              | 0              | 0                    | 0                    | 1      | 0     |
| Total | Total                             | 4        | 4        | 11      | 11      | 3      | 3      | 3              | 3              | 6                    | 6                    | 27     | 27    |

## Dordogne(24)
Lors de la XIIe législature, avaient été élus : deux députés PS (1re et 4e circ.) et deux députés UMP (2e et 3e circ.)

### 1recirconscription
| Nom du candidat | Parti                                                  | Résultats 1er tour | Résultats 1er tour | Résultats 2e tour | Résultats 2e tour |
| Nom du candidat | Parti                                                  | Voix               | %                  | Voix              | %                 |
| --- | ------------------------------------------------------ | ------------------ | ------------------ | ----------------- | ----------------- |
| Pascal Deguilhem, 51 ans, maire de Saint-Aquilin, vice-président du conseil général et conseiller général pour le canton de Neuvic, il a été investi par le Parti socialiste après avoir battu le sortant, Michel Dasseux, lors de primaires | Parti socialiste                                       |                    |                    |                   |                   |
| Jérôme Peyrat | Union pour un mouvement populaire                      |                    |                    |                   |                   |
| Annick Ignard, membre de la société civile, ancien chef d'entreprise, elle a la particularité d'avoir cédé son entreprise à ses salariés | Union pour la démocratie française-Mouvement démocrate |                    |                    |                   |                   |
| Jean-Yves Cartier | Front national                                         |                    |                    |                   |                   |
| François Pontalier, soutenu par les Verts | Partit occitan                                         |                    |                    |                   |                   |
| Danielle Roucoulle | Altermondialiste                                       |                    |                    |                   |                   |
| Jeanine Levy | Mouvement national républicain                         |                    |                    |                   |                   |
| Lionel Agullo | Mouvement écologiste indépendant                       |                    |                    |                   |                   |
| Francis Colbac | Parti communiste français                              |                    |                    |                   |                   |

### 2ecirconscription
| Nom du candidat                                                                           | Parti                                                  | Résultats 1er tour | Résultats 1er tour | Résultats 2e tour | Résultats 2e tour |
| Nom du candidat                                                                           | Parti                                                  | Voix               | %                  | Voix              | %                 |
| ----------------------------------------------------------------------------------------- | ------------------------------------------------------ | ------------------ | ------------------ | ----------------- | ----------------- |
| Daniel Garrigue, sortant                                                                  | Union pour un mouvement populaire                      |                    |                    |                   |                   |
| Cécile Labarthe                                                                           | Parti socialiste                                       |                    |                    |                   |                   |
| Marc Mattera, 58 ans, conseiller régional, conseiller général pour le Canton de Monpazier | Union pour la démocratie française-Mouvement démocrate |                    |                    |                   |                   |
| Antoine Peyret-Lacombe                                                                    | Front national                                         |                    |                    |                   |                   |
| Laurent Simonet, 41 ans                                                                   | Les Verts                                              |                    |                    |                   |                   |
| Colette Ladrat                                                                            | Mouvement national républicain                         |                    |                    |                   |                   |
| Corinne Anselme                                                                           | Mouvement écologiste indépendant                       |                    |                    |                   |                   |
| Laurent Perea                                                                             | Parti communiste français                              |                    |                    |                   |                   |

### 3ecirconscription
| Nom du candidat                                                                                                | Parti                                                  | Résultats 1er tour | Résultats 1er tour | Résultats 2e tour | Résultats 2e tour |
| Nom du candidat                                                                                                | Parti                                                  | Voix               | %                  | Voix              | %                 |
| --- | ------------------------------------------------------ | ------------------ | ------------------ | ----------------- | ----------------- |
| Alain Lucas, 56 ans, maire de Vendoire                                                                         | Union pour un mouvement populaire                      |                    |                    |                   |                   |
| Michel Debet, 62 ans, 1er vice-président du conseil général et conseiller général pour le Canton de Montagrier | Parti socialiste                                       |                    |                    |                   |                   |
| Jean Lafond Grellety, 42 ans, consultant                                                                       | Union pour la démocratie française-Mouvement démocrate |                    |                    |                   |                   |
| Charlotte du Rousset                                                                                           | Front national                                         |                    |                    |                   |                   |
| Sonia Zaigouche                                                                                                | Les Verts                                              |                    |                    |                   |                   |
| Jean-Paul Salon                                                                                                | Parti communiste français                              |                    |                    |                   |                   |

André Rosevegue LCR

### 4ecirconscription
| Nom du candidat                                                                                       | Parti                                                  | Résultats 1er tour | Résultats 1er tour | Résultats 2e tour | Résultats 2e tour |
| Nom du candidat                                                                                       | Parti                                                  | Voix               | %                  | Voix              | %                 |
| --- | ------------------------------------------------------ | ------------------ | ------------------ | ----------------- | ----------------- |
| Germinal Peiro, sortant                                                                               | Parti socialiste                                       |                    |                    |                   |                   |
| Dominique Bousquet, 53 ans, ancien député de 1995 à 1997, conseiller général pour le Canton de Thenon | Union pour un mouvement populaire                      |                    |                    |                   |                   |
| Dany Cazauvieilh, adjointe au maire de Terrasson                                                      | Union pour la démocratie française-Mouvement démocrate |                    |                    |                   |                   |
| Emmanuelle Pujol                                                                                      | Front national                                         |                    |                    |                   |                   |
| Frédéric Inizan, 42 ans                                                                               | Les Verts                                              |                    |                    |                   |                   |
| Peyrat Patrick                                                                                        | Debout La République 51 ans                            |                    |                    |                   |                   |
| Annick Legoff                                                                                         | Parti communiste français                              |                    |                    |                   |                   |

## Gironde(33)
Lors de la XIIe législature, avaient été élus : six députés UMP (1re, 2e, 5e, 8e, 9e et 10e circ.), quatre députés PS (4e, 6e, 7e et 11e circ.) et un Vert (3e circ.)

### 1recirconscription
| Nom du candidat                                                               | Parti                                                  | Résultats 1er tour | Résultats 1er tour | Résultats 2e tour | Résultats 2e tour |
| Nom du candidat                                                               | Parti                                                  | Voix               | %                  | Voix              | %                 |
| ----------------------------------------------------------------------------- | ------------------------------------------------------ | ------------------ | ------------------ | ----------------- | ----------------- |
| Chantal Bourragué, sortante                                                   | Union pour un mouvement populaire                      |                    |                    |                   |                   |
| Béatrice Desaigues, 51 ans, conseillère régionale                             | Parti socialiste                                       |                    |                    |                   |                   |
| Véronique Fayet, 53 ans, conseillère régionale, adjointe au maire de Bordeaux | Union pour la démocratie française-Mouvement démocrate |                    |                    |                   |                   |
| Valérie Colombier                                                             | Front national                                         |                    |                    |                   |                   |
| Vincent Maurin , 46 ans, conseiller municipal d'opposition de Bordeaux        | Parti communiste français                              |                    |                    |                   |                   |
| Marc Lassaygues                                                               | Les Verts                                              |                    |                    |                   |                   |
| Bruno Paluteau                                                                | Mouvement national républicain                         |                    |                    |                   |                   |
| Jean-Luc Coudray, humoriste et scénariste de bande dessinée                   | Parti pour la décroissance                             |                    |                    |                   |                   |
| Micheline Garuz, Responsable du Secourisme Animalier de Bordeaux              | La France en action                                    |                    |                    |                   |                   |

### 2ecirconscription
| Nom du candidat | Parti                             | Résultats 1er tour        | Résultats 1er tour | Résultats 2e tour | Résultats 2e tour |  |
| Nom du candidat | Parti                             | Voix                      | %                  | Voix              | %                 |  |
| --- | --------------------------------- | ------------------------- | ------------------ | ----------------- | ----------------- |  |
| Alain Juppé, ancien député de 1997 à 2004 de cette circonscription                                                             | Union pour un mouvement populaire |                           |                    |                   |                   |  |
| Michèle Delaunay, 60 ans, conseillère municipale d'opposition de Bordeaux et conseillère générale pour le canton de Bordeaux-2 | Parti socialiste                  |                           |                    |                   |                   |  |
| | Ludovic Guinard,                  | Cap21-Mouvement démocrate |                    |                   |                   |  |
| Jacques Colombier, 52 ans, conseiller régional et conseiller municipal d'opposition de Bordeaux                                | Front national                    |                           |                    |                   |                   |  |
| Pierre Hurmic, 52 ans, conseiller municipal et communautaire d'opposition de Bordeaux                                          | Les Verts                         |                           |                    |                   |                   |  |
| Jacques Ortiz | Mouvement national républicain    |                           |                    |                   |                   |  |

### 3ecirconscription
| Nom du candidat                                                                                    | Parti                                                  | Résultats 1er tour | Résultats 1er tour | Résultats 2e tour | Résultats 2e tour |
| Nom du candidat                                                                                    | Parti                                                  | Voix               | %                  | Voix              | %                 |
| -------------------------------------------------------------------------------------------------- | ------------------------------------------------------ | ------------------ | ------------------ | ----------------- | ----------------- |
| Noël Mamère, sortant.                                                                              | Les Verts                                              |                    |                    |                   |                   |
| François Joly, conseiller municipal de Talence depuis 1983, conseiller régional socialiste en 1986 | Mouvement républicain et citoyen                       |                    |                    |                   |                   |
| Élisabeth Vigné - Union pour un mouvement populaire, adjointe au maire de Bordeaux                 | Parti radical                                          |                    |                    |                   |                   |
| Marie-Françoise Lire                                                                               | Union pour la démocratie française-Mouvement démocrate |                    |                    |                   |                   |
| Arnaud Lagrave                                                                                     | Front national                                         |                    |                    |                   |                   |
| Jean-Jacques Paris, conseiller général pour le Canton de Bègles                                    | Parti communiste français                              |                    |                    |                   |                   |
| Francis Gros                                                                                       | Mouvement national républicain                         |                    |                    |                   |                   |
| Jacques Breillat                                                                                   | Debout la République                                   |                    |                    |                   |                   |

### 4ecirconscription
| Nom du candidat                                                                       | Parti                                                  | Résultats 1er tour | Résultats 1er tour | Résultats 2e tour | Résultats 2e tour |
| Nom du candidat                                                                       | Parti                                                  | Voix               | %                  | Voix              | %                 |
| ------------------------------------------------------------------------------------- | ------------------------------------------------------ | ------------------ | ------------------ | ----------------- | ----------------- |
| Conchita Lacuey, sortante                                                             | Parti socialiste                                       |                    |                    |                   |                   |
| Nathalie Delattre - Union pour un mouvement populaire, 36 ans                         | Parti radical                                          |                    |                    |                   |                   |
| Anne-Lise Jacquet                                                                     | Union pour la démocratie française-Mouvement démocrate |                    |                    |                   |                   |
| Alain Guichard, mouvement associé a l'UMP                                             | Centre national des indépendants et paysans            |                    |                    |                   |                   |
| Dominique Renucci                                                                     | Front national                                         |                    |                    |                   |                   |
| Marie-Christine Boutheau, 46 ans, conseillère régionale et adjointe au maire de Cenon | Les Verts                                              |                    |                    |                   |                   |
| Max Guichard                                                                          | Parti communiste français                              |                    |                    |                   |                   |

### 5ecirconscription
| Nom du candidat                                                        | Parti                                                  | Résultats 1er tour | Résultats 1er tour | Résultats 2e tour | Résultats 2e tour |
| Nom du candidat                                                        | Parti                                                  | Voix               | %                  | Voix              | %                 |
| ---------------------------------------------------------------------- | ------------------------------------------------------ | ------------------ | ------------------ | ----------------- | ----------------- |
| Jean-François Régère, sortant                                          | Union pour un mouvement populaire                      | 22 832             | 39,01              | 28 745            | 49,63             |
| Pascale Got, 46 ans, conseillère municipale d'opposition du Pian-Médoc | Parti socialiste                                       | 16 450             | 28,11              | 29 179            | 50,37             |
| Joan Taris, 31 ans, conseiller municipal d'opposition de Blanquefort   | Union pour la démocratie française-Mouvement démocrate | 6 276              | 10,72              |                   |                   |
| Jean-Francis Seguy, 52 ans                                             | Chasse, pêche, nature et traditions                    | 3 164              | 5,41               |                   |                   |
| Denis Lemoine                                                          | Front national                                         | 2 437              | 4,16               |                   |                   |
| Stéphane Saubusse, 38 ans                                              | Les Verts                                              | 2 209              | 3,77               |                   |                   |
| Conchita Cimbron                                                       | Parti communiste français                              | 1 632              | 2,79               |                   |                   |
| Philippe Poutou, 40 ans, ouvrier                                       | Ligue Communiste Révolutionnaire                       | 1 582              | 2,70               |                   |                   |
| Nicole Boissel                                                         | Mouvement pour la France                               | 717                | 1,23               |                   |                   |
| Guillaume Perchet                                                      | Extrême Gauche                                         | 502                | 0,86               |                   |                   |
| David Lacube, 38 ans                                                   | La France en action (lfa)                              | 362                | 0,62               |                   |                   |
| Guy Michaely                                                           | Extrême droite                                         | 274                | 0,47               |                   |                   |
| Alain Genestine, 50 ans                                                | Alternative libérale                                   | 87                 | 0,15               |                   |                   |

### 6ecirconscription
| Nom du candidat                                                                     | Parti                                                  | Résultats 1er tour | Résultats 1er tour | Résultats 2e tour | Résultats 2e tour |
| Nom du candidat                                                                     | Parti                                                  | Voix               | %                  | Voix              | %                 |
| ----------------------------------------------------------------------------------- | ------------------------------------------------------ | ------------------ | ------------------ | ----------------- | ----------------- |
| Michel Sainte-Marie, sortant                                                        | Parti socialiste                                       |                    |                    |                   |                   |
| Marie-Hélène Mutter, 53 ans                                                         | Union pour un mouvement populaire                      |                    |                    |                   |                   |
| Jacques Mangon, 46 ans, conseiller municipal d'opposition de Saint-Médard-en-Jalles | Union pour la démocratie française-Mouvement démocrate |                    |                    |                   |                   |
| Thierry Millet, conseiller municipal d'opposition de Mérignac                       | Parti social libéral européen                          |                    |                    |                   |                   |
| Bernard Gonzalez, conseiller municipal d'opposition de Mérignac                     | Divers droite                                          |                    |                    |                   |                   |
| Diederick Meynier                                                                   | Front national                                         |                    |                    |                   |                   |
| Xavier Lhomme                                                                       | Les Verts                                              |                    |                    |                   |                   |

### 7ecirconscription
| Nom du candidat                                                        | Parti                                                  | Résultats 1er tour | Résultats 1er tour | Résultats 2e tour | Résultats 2e tour |
| Nom du candidat                                                        | Parti                                                  | Voix               | %                  | Voix              | %                 |
| ---------------------------------------------------------------------- | ------------------------------------------------------ | ------------------ | ------------------ | ----------------- | ----------------- |
| Alain Rousset, à la place du sortant Pierre Ducout                     | Parti socialiste                                       |                    |                    |                   |                   |
| Sylvie Dufranc, 45 ans, adjointe au maire de La Brède                  | Union pour un mouvement populaire                      |                    |                    |                   |                   |
| Mathieu Ara, 25 ans                                                    | Union pour la démocratie française-Mouvement démocrate |                    |                    |                   |                   |
| Fabrice Sorlin                                                         | Front national                                         |                    |                    |                   |                   |
| Laure Curvale, Vice-présidente de la CUB, Conseillère à Pessac, 46 ans | Les Verts                                              |                    |                    |                   |                   |
| Christophe Cansier                                                     | Sans étiquette                                         |                    |                    |                   |                   |
| Frederic Massie - Chasse pêche nature et traditions, œnologue 29 ans   |                                                        |                    |                    |                   |                   |

### 8ecirconscription
| Nom du candidat                                                                             | Parti                             | Résultats 1er tour | Résultats 1er tour | Résultats 2e tour | Résultats 2e tour |
| Nom du candidat                                                                             | Parti                             | Voix               | %                  | Voix              | %                 |
| ------------------------------------------------------------------------------------------- | --------------------------------- | ------------------ | ------------------ | ----------------- | ----------------- |
| Marie-Hélène des Esgaulx, sortante                                                          | Union pour un mouvement populaire |                    |                    |                   |                   |
| François Déluga, 49 ans, ancien député de la circonscription de 1997 à 2002, maire du Teich | Parti socialiste                  |                    |                    |                   |                   |
| Lydie Croizier, conseillère régionale                                                       | Front national                    |                    |                    |                   |                   |
| Elisabeth Rezer Sandillon, conseillère municipale d'opposition de Gujan-Mestras             | Les Verts                         |                    |                    |                   |                   |

### 9ecirconscription
| Nom du candidat                                                                                        | Parti                               | Résultats 1er tour | Résultats 1er tour | Résultats 2e tour | Résultats 2e tour |
| Nom du candidat                                                                                        | Parti                               | Voix               | %                  | Voix              | %                 |
| --- | ----------------------------------- | ------------------ | ------------------ | ----------------- | ----------------- |
| Philippe Dubourg, sortant                                                                              | Union pour un mouvement populaire   |                    |                    |                   |                   |
| Martine Faure, 59 ans, vice-présidente du conseil général, conseillère générale pour le canton d'Auros | Parti socialiste                    |                    |                    |                   |                   |
| Philippe Meynard -Mouvement démocrate, 36 ans, maire de Barsac (Gironde) Barsac                        |                                     |                    |                    |                   |                   |
| Raoul Orsoni, dissident Union pour la démocratie française, 50 ans, maire de Langoiran                 | Centre Droit PSLE                   |                    |                    |                   |                   |
| Mireille de Badereau, 73 ans, conseillère régionale                                                    | Front national                      |                    |                    |                   |                   |
| Pierre Augey, 62 ans, conseiller général pour le canton de Langon et maire de Fargues                  | Parti communiste français           |                    |                    |                   |                   |
| Julie Laernoes, 25 ans                                                                                 | Les Verts                           |                    |                    |                   |                   |
| Vincent Graule                                                                                         | Chasse, pêche, nature et traditions |                    |                    |                   |                   |
| Jean Jametti                                                                                           | Mouvement national républicain      |                    |                    |                   |                   |

### 10ecirconscription
| Nom du candidat | Parti                                                  | Résultats 1er tour | Résultats 1er tour | Résultats 2e tour | Résultats 2e tour |
| Nom du candidat | Parti                                                  | Voix               | %                  | Voix              | %                 |
| --- | ------------------------------------------------------ | ------------------ | ------------------ | ----------------- | ----------------- |
| Jean-Paul Garraud, sortant                                                                                               | Union pour un mouvement populaire                      |                    |                    |                   |                   |
| Philippe Buisson, 37 ans, conseiller régional                                                                            | Parti socialiste                                       |                    |                    |                   |                   |
| Josette Daniel, ancienne présidente de la Fédération des Parents d'élèves de l'Enseignement public (PEEP) de 2003 à 2006 | Union pour la démocratie française-Mouvement démocrate |                    |                    |                   |                   |
| Anne-Christine Royal, 39 ans                                                                                             | Front national                                         |                    |                    |                   |                   |
| Joël Rousset, 54 ans, adjoint au maire de Libourne                                                                       | Les Verts                                              |                    |                    |                   |                   |
| Patrick Aubisse, Collectifs Antilibéraux-Gauche Alternative SEGA                                                         | Parti communiste français                              |                    |                    |                   |                   |
| Jean-Jacques Delteil, pêche, nature, traditions                                                                          | Chasse, pêche, nature et traditions                    |                    |                    |                   |                   |

### 11ecirconscription
| Nom du candidat | Parti                                                                        | Résultats 1er tour | Résultats 1er tour | Résultats 2e tour | Résultats 2e tour |
| Nom du candidat | Parti                                                                        | Voix               | %                  | Voix              | %                 |
| --- | ---------------------------------------------------------------------------- | ------------------ | ------------------ | ----------------- | ----------------- |
| Philippe Plisson, vice-président du conseil général, conseiller général pour le canton de Saint-Ciers-sur-Gironde, maire de Saint-Caprais-de-Blaye, en remplacement du sortant Bernard Madrelle qui ne se représentait pas. | Parti socialiste                                                             |                    |                    |                   |                   |
| Hélène Estrade, 50 ans, maire de Lapouyade | Union pour un mouvement populaire                                            |                    |                    |                   |                   |
| Xavier Loriaud, 42 ans | Union pour la démocratie française-Mouvement démocrate                       |                    |                    |                   |                   |
| Christian Roche | Front national                                                               |                    |                    |                   |                   |
| Monica Casanova | Ligue communiste révolutionnaire                                             |                    |                    |                   |                   |
| Maryse Lahaye | Lutte ouvrière                                                               |                    |                    |                   |                   |
| Véronique Lavaud, conseillère municipale de Saint-André-de-Cubzac | Parti communiste français                                                    |                    |                    |                   |                   |
| Elisabeth Longchambon | Les Verts                                                                    |                    |                    |                   |                   |
| Jean-Claude Abanadès | Centre National des Independants et Paysans (CNI) mouvement associé a l'UMP. |                    |                    |                   |                   |
| Jean-Jacques Edard, 56 ans | Divers droite proche Union pour un mouvement populaire                       |                    |                    |                   |                   |
| Eddie Puyjalon | Chasse, pêche, nature et traditions                                          |                    |                    |                   |                   |
| Catherine Crambert | Mouvement pour la France                                                     |                    |                    |                   |                   |
| Christian Baqué | Parti des travailleurs                                                       |                    |                    |                   |                   |
| Bruno Paluteau | Extrême droite                                                               |                    |                    |                   |                   |
| Pierre Freyssinel | sans étiquette                                                               |                    |                    |                   |                   |
| Yves Montaut | La France en action                                                          |                    |                    |                   |                   |

## Landes(40)
Lors de la XIIe législature, avaient été élus trois députés PS.

### 1recirconscription
| Nom du candidat                                                  | Parti                                                  | Résultats 1er tour | Résultats 1er tour | Résultats 2e tour | Résultats 2e tour |
| Nom du candidat                                                  | Parti                                                  | Voix               | %                  | Voix              | %                 |
| ---------------------------------------------------------------- | ------------------------------------------------------ | ------------------ | ------------------ | ----------------- | ----------------- |
| Alain Vidalies, sortant                                          | Parti socialiste                                       |                    |                    |                   |                   |
| Marie-Constance Berthelon, 30 ans, conseillère municipale de Dax | Union pour un mouvement populaire                      |                    |                    |                   |                   |
| Geneviève Darrieussecq, 50 ans, conseillère régionale            | Union pour la démocratie française-Mouvement démocrate |                    |                    |                   |                   |
| Fanny Lauilhe                                                    | Front national                                         |                    |                    |                   |                   |
| Dominique Blanchard                                              | Les Verts                                              |                    |                    |                   |                   |
| Alain Bache                                                      | Parti communiste français                              |                    |                    |                   |                   |

### 2ecirconscription
| Nom du candidat                                             | Parti                                                  | Résultats 1er tour | Résultats 1er tour | Résultats 2e tour | Résultats 2e tour |
| Nom du candidat                                             | Parti                                                  | Voix               | %                  | Voix              | %                 |
| ----------------------------------------------------------- | ------------------------------------------------------ | ------------------ | ------------------ | ----------------- | ----------------- |
| Jean-Pierre Dufau, sortant                                  | Parti socialiste                                       |                    |                    |                   |                   |
| Jacques Forté, conseiller régional et maire de Dax          | Union pour un mouvement populaire                      |                    |                    |                   |                   |
| Florence Defos du Rau Pradié, conseillère municipale de Dax | Union pour la démocratie française-Mouvement démocrate |                    |                    |                   |                   |
| Pascal Dussart                                              | Front national (France)                                |                    |                    |                   |                   |
| Anne-Marie Declercq                                         | Les Verts                                              |                    |                    |                   |                   |
| Jean Pierre Pourrut,conseiller municipal de Capbreton       | Debout la République                                   |                    |                    |                   |                   |
| Jean-Marc Lespade                                           | Parti communiste français                              |                    |                    |                   |                   |

### 3ecirconscription
| Nom du candidat                    | Parti                                                  | Résultats 1er tour | Résultats 1er tour | Résultats 2e tour | Résultats 2e tour |
| Nom du candidat                    | Parti                                                  | Voix               | %                  | Voix              | %                 |
| ---------------------------------- | ------------------------------------------------------ | ------------------ | ------------------ | ----------------- | ----------------- |
| Henri Emmanuelli, sortant          | Parti socialiste                                       |                    |                    |                   |                   |
| Arnaud Tauzin, 31 ans              | Union pour un mouvement populaire                      |                    |                    |                   |                   |
| Alexis Deslogis                    | Union pour la démocratie française-Mouvement démocrate |                    |                    |                   |                   |
| Hélène Rochefort                   | Front national                                         |                    |                    |                   |                   |
| Jacques Papon, conseiller régional | Les Verts                                              |                    |                    |                   |                   |
| Joëlle Vignasse                    | Parti communiste français                              |                    |                    |                   |                   |

## Lot-et-Garonne(47)
Lors de la XIIe Législature, avaient été élus un député UDF (1re circ.) et deux UMP.

### 1recirconscription
| Nom du candidat | Parti                               | Résultats 1er tour | Résultats 1er tour | Résultats 2e tour | Résultats 2e tour |
| Nom du candidat | Parti                               | Voix               | %                  | Voix              | %                 |
| --- | ----------------------------------- | ------------------ | ------------------ | ----------------- | ----------------- |
| Jean Dionis du Séjour, ex-Union pour la démocratie française, soutenu par l'Union pour un mouvement populaire, sortant, élu. | Parti social libéral européen       | 24 843             | 45,97              | 28 945            | 53,57             |
| Christian Dezalos, 57 ans, maire de Boé                                                                                      | Parti socialiste                    | 16 326             | 30,21              | 25 085            | 46,43             |
| Richard Sanchis | Front national                      | 2 976              | 5,51               |                   |                   |
| André Mazière, adjoint au maire                                                                                              | Parti communiste français           | 2 441              | 4,52               |                   |                   |
| Rose-Marie Schmidt, 51 ans, vice-présidente du conseil régional, adjointe au maire de Bon-Encontre                           | Les Verts                           | 2 199              | 4,07               |                   |                   |
| Bruno Imhaus | Extrême gauche                      | 1 435              | 2,66               |                   |                   |
| Édouard Delorme | Mouvement pour la France            | 959                | 1,77               |                   |                   |
| Dominique Lapaillerie | Chasse, pêche, nature et traditions | 944                | 1,75               |                   |                   |
| Jean-Louis Delestrac - Centre national des indépendants et paysans                                                           | Union pour un mouvement populaire   | 930                | 1,72               |                   |                   |
| Gabriel Carrère | Divers                              | 558                | 1,03               |                   |                   |
| Jules Bambaggi | Extrême gauche                      | 434                | 0,80               |                   |                   |

### 2ecirconscription
| Nom du candidat                                                                                   | Parti                               | Résultats 1er tour | Résultats 1er tour | Résultats 2e tour | Résultats 2e tour |
| Nom du candidat                                                                                   | Parti                               | Voix               | %                  | Voix              | %                 |
| ------------------------------------------------------------------------------------------------- | ----------------------------------- | ------------------ | ------------------ | ----------------- | ----------------- |
| Michel Diefenbacher, sortant, élu                                                                 | Union pour un mouvement populaire   | 23 077             | 46,36              | 27 711            | 56,19             |
| Gérard Gouzes, 64 ans, candidat dissident, maire de Marmande, ancien député de la circonscription | Parti socialiste                    | 14 216             | 28,56              | 21 605            | 43,81             |
| Raymond Girardi                                                                                   | Parti communiste français           | 4 197              | 8,43               |                   |                   |
| Claudine Vauchot                                                                                  | Front national                      | 2 244              | 4,51               |                   |                   |
| Gérard Morel                                                                                      | Extrême gauche                      | 1 385              | 2,78               |                   |                   |
| Céline Bardin                                                                                     | Chasse, pêche, nature et traditions | 1 367              | 2,75               |                   |                   |
| Christophe Petit, 49 ans                                                                          | Mouvement écologiste indépendant    | 778                | 1,56               |                   |                   |
| Benoît Mathevet                                                                                   | Ecologiste                          | 678                | 1,36               |                   |                   |
| Sylvie de Rugy                                                                                    | Mouvement pour la France            | 559                | 1,12               |                   |                   |
| Françoise Celerier                                                                                | Extrême gauche                      | 493                | 0,99               |                   |                   |
| Janine Raymond                                                                                    | La France en action                 | 467                | 0,94               |                   |                   |
| Pierre Boissière                                                                                  | Partit occitan                      | 321                | 0,64               |                   |                   |

### 3ecirconscription
| Nom du candidat                                                                               | Parti                                       | Résultats 1er tour | Résultats 1er tour | Résultats 2e tour | Résultats 2e tour |
| Nom du candidat                                                                               | Parti                                       | Voix               | %                  | Voix              | %                 |
| --------------------------------------------------------------------------------------------- | ------------------------------------------- | ------------------ | ------------------ | ----------------- | ----------------- |
| Jérôme Cahuzac, 55 ans, maire de Villeneuve-sur-Lot, ancien député de la circonscription, élu | Parti socialiste                            | 18 667             | 37,61              | 27 639            | 52,08             |
| Jean-Louis Bruguière, remplace le sortant Alain Merly qui ne se représentait pas              | Union pour un mouvement populaire           | 20 837             | 41,97              | 25 427            | 47,92             |
| Claudine Monnier                                                                              | Front national                              | 2 083              | 4,20               |                   |                   |
| Ignace Garay                                                                                  | Extrême gauche                              | 1 462              | 2,95               |                   |                   |
| Yvon Ventadoux, 45 ans, président de la fédération départementale des Verts                   | Les Verts                                   | 1410               | 2,84               |                   |                   |
| Anne Colas                                                                                    | PCF                                         | 955                | 1,92               |                   |                   |
| Daniel Brochu                                                                                 | Mouvement pour la France                    | 605                | 1,22               |                   |                   |
| Louis Raymond                                                                                 | La France en action                         | 599                | 1,22               |                   |                   |
| Pierre Girard-Hautbout                                                                        | dissident Union pour un mouvement populaire | 585                | 1,18               |                   |                   |
| Daniel Garrigou                                                                               | Alternative libérale                        | 258                | 0,52               |                   |                   |

## Pyrénées-Atlantiques(64)
Lors de la XIIe Législature, avaient été élus deux PS (1re, 3e circ.), deux UDF (2e et 4e circ.) et deux UMP (5e et 6e circ.)

### 1recirconscription
| Nom du candidat                                                                   | Parti                                                  | Résultats 1er tour | Résultats 1er tour | Résultats 2e tour | Résultats 2e tour |
| Nom du candidat                                                                   | Parti                                                  | Voix               | %                  | Voix              | %                 |
| --------------------------------------------------------------------------------- | ------------------------------------------------------ | ------------------ | ------------------ | ----------------- | ----------------- |
| Martine Lignières-Cassou, sortante                                                | Parti socialiste                                       |                    |                    |                   |                   |
| Philippe Arraou, 53 ans, président du Mouvement Européen des Pyrénées-Atlantiques | Union pour la démocratie française-Mouvement démocrate |                    |                    |                   |                   |
| Bernard Layre, 35 ans, ancien président des Jeunes Agriculteurs                   | Union pour un mouvement populaire                      |                    |                    |                   |                   |
| Jacques Henriot, conseiller régional                                              | Front national                                         |                    |                    |                   |                   |
| Bernard Laclau-Lacrouts, 57 ans                                                   | Les Verts                                              |                    |                    |                   |                   |
| Alain Garcia                                                                      | Ligue communiste révolutionnaire                       |                    |                    |                   |                   |
| Sylvia Benoist-Heurtebize, 28 ans                                                 | Mouvement pour la France                               |                    |                    |                   |                   |
| Frédéric Pic                                                                      | Altermondialiste                                       |                    |                    |                   |                   |
| Dominique Mialocq                                                                 | La France en action                                    |                    |                    |                   |                   |
| Danielle Raucoulès                                                                | Parti communiste français                              |                    |                    |                   |                   |
| Antoine Missier                                                                   | Lutte ouvrière                                         |                    |                    |                   |                   |
| Michèle Boucau                                                                    | Chasse, pêche, nature et traditions                    |                    |                    |                   |                   |

### 2ecirconscription
| Nom du candidat | Parti                                                  | Résultats 1er tour | Résultats 1er tour | Résultats 2e tour | Résultats 2e tour |
| Nom du candidat | Parti                                                  | Voix               | %                  | Voix              | %                 |
| --- | ------------------------------------------------------ | ------------------ | ------------------ | ----------------- | ----------------- |
| François Bayrou, sortant                                                                                               | Union pour la démocratie française-Mouvement démocrate |                    |                    |                   |                   |
| Marie-Pierre Cabanne, conseillère régionale et adjointe au maire de Gomer                                              | Parti socialiste                                       |                    |                    |                   |                   |
| Jean-Pierre Marine, 60 ans, président de l'association "Béarn-Adour Pyrénées" (BAP), ancien vice-président de la FNSEA | Union pour un mouvement populaire                      |                    |                    |                   |                   |
| Michèle Darricarrère                                                                                                   | Front national                                         |                    |                    |                   |                   |
| Nicole Juyoux, 55 ans                                                                                                  | Les Verts                                              |                    |                    |                   |                   |
| Bruno Bajou | Ligue communiste révolutionnaire                       |                    |                    |                   |                   |
| Frédéric Nihous | Chasse, pêche, nature et traditions                    |                    |                    |                   |                   |
| Pierre Arrabie-Aubiès                                                                                                  | Altermondialiste                                       |                    |                    |                   |                   |
| Karine Zebda | La France en action                                    |                    |                    |                   |                   |
| Claire Rey | Parti communiste français                              |                    |                    |                   |                   |
| Roger Falliex | Mouvement pour la France                               |                    |                    |                   |                   |
| Frédéric Steinbauer | Lutte ouvrière                                         |                    |                    |                   |                   |
| Alain Pécassou |                                                        |                    |                    |                   |                   |
| Marc Vercoutère |                                                        |                    |                    |                   |                   |

### 3ecirconscription
| Nom du candidat                             | Parti                                                  | Résultats 1er tour | Résultats 1er tour | Résultats 2e tour | Résultats 2e tour |
| Nom du candidat                             | Parti                                                  | Voix               | %                  | Voix              | %                 |
| ------------------------------------------- | ------------------------------------------------------ | ------------------ | ------------------ | ----------------- | ----------------- |
| David Habib, sortant                        | Parti socialiste                                       |                    |                    |                   |                   |
| Laurence Sailliet                           | Union pour un mouvement populaire                      |                    |                    |                   |                   |
| Chantal Pétriat, adjointe au maire d'Orthez | Union pour la démocratie française-Mouvement démocrate |                    |                    |                   |                   |
| Jean Buessard                               | Front national                                         |                    |                    |                   |                   |
| Alain Mallet                                | Les Verts                                              |                    |                    |                   |                   |
| Marianne Ligou                              | Ligue communiste révolutionnaire                       |                    |                    |                   |                   |
| Régine Pointet                              | La France en action                                    |                    |                    |                   |                   |
| Hervé Cabannes, syndicaliste                | Parti communiste français                              |                    |                    |                   |                   |
| Christian Marty                             | Lutte ouvrière                                         |                    |                    |                   |                   |
| Philippe Gastambide                         |                                                        |                    |                    |                   |                   |
| Jean-Marie Soubies                          | CPNT                                                   |                    |                    |                   |                   |

### 4ecirconscription
| Nom du candidat                                                                                                | Parti                                                  | Résultats 1er tour | Résultats 1er tour | Résultats 2e tour | Résultats 2e tour |
| Nom du candidat                                                                                                | Parti                                                  | Voix               | %                  | Voix              | %                 |
| --- | ------------------------------------------------------ | ------------------ | ------------------ | ----------------- | ----------------- |
| Jean Lassalle, sortant                                                                                         | Union pour la démocratie française-Mouvement démocrate |                    |                    |                   |                   |
| Jean-Pierre Domecq, conseiller général pour le canton d'Oloron-Sainte-Marie-Est                                | Parti socialiste                                       |                    |                    |                   |                   |
| Hervé Lucbéreilh, conseiller général pour le canton d'Oloron-Sainte-Marie-Ouest et maire d'Oloron-Sainte-Marie | Union pour un mouvement populaire                      |                    |                    |                   |                   |
| Hélène Barbace                                                                                                 | Front national                                         |                    |                    |                   |                   |
| Jenofa Cuisset                                                                                                 | Les Verts                                              |                    |                    |                   |                   |
| Jean Haira | Ligue communiste révolutionnaire                       |                    |                    |                   |                   |
| Marie-Léonie Aguergaray, conseillère municipale de Musculdy                                                    | Euskal Herria Bai                                      |                    |                    |                   |                   |
| Jean-Marie Puyau                                                                                               | La France en action                                    |                    |                    |                   |                   |
| Thierry Richard, 48 ans                                                                                        | « Parti des évidences concrètes (PEC) »                |                    |                    |                   |                   |
| Louis Labadot                                                                                                  | Parti communiste français                              |                    |                    |                   |                   |
| Berthe Ratsimba                                                                                                | Lutte ouvrière                                         |                    |                    |                   |                   |
| Bernard Sicre                                                                                                  | CPNT                                                   |                    |                    |                   |                   |
| Jean-Claude Laborde                                                                                            |                                                        |                    |                    |                   |                   |

### 5ecirconscription
| Nom du candidat                                                                                                | Parti                                                  | Résultats 1er tour | Résultats 1er tour | Résultats 2e tour | Résultats 2e tour |
| Nom du candidat                                                                                                | Parti                                                  | Voix               | %                  | Voix              | %                 |
| --- | ------------------------------------------------------ | ------------------ | ------------------ | ----------------- | ----------------- |
| Jean Grenet, sortant                                                                                           | Union pour un mouvement populaire                      |                    |                    |                   |                   |
| Jean Espilondo, 59 ans, conseiller général pour le canton d'Anglet-Nord et ancien député de la circonscription | Parti socialiste                                       |                    |                    |                   |                   |
| Marie-Hélène Chabaud-Nadin, conseillère municipale de Bayonne                                                  | Union pour la démocratie française-Mouvement démocrate |                    |                    |                   |                   |
| Chantal Renou                                                                                                  | Front national                                         |                    |                    |                   |                   |
| Martine Bisauta, 48 ans                                                                                        | Les Verts                                              |                    |                    |                   |                   |
| Martine Mailfert                                                                                               | Ligue communiste révolutionnaire                       |                    |                    |                   |                   |
| Miguel Torre                                                                                                   | Euskal Herria Bai                                      |                    |                    |                   |                   |
| Gildas Blandin                                                                                                 | La France en action                                    |                    |                    |                   |                   |
| Pascal Lesellier                                                                                               | Debout la République                                   |                    |                    |                   |                   |
| Marie-José Espiaube                                                                                            | Parti communiste français                              |                    |                    |                   |                   |
| Danièle Hubert                                                                                                 | Lutte ouvrière                                         |                    |                    |                   |                   |
| Guy Enego | CPNT                                                   |                    |                    |                   |                   |

### 6ecirconscription
| Nom du candidat                                                                               | Parti                                                  | Résultats 1er tour | Résultats 1er tour | Résultats 2e tour | Résultats 2e tour |
| Nom du candidat                                                                               | Parti                                                  | Voix               | %                  | Voix              | %                 |
| --------------------------------------------------------------------------------------------- | ------------------------------------------------------ | ------------------ | ------------------ | ----------------- | ----------------- |
| Michèle Alliot-Marie, députée élue en 2002                                                    | Union pour un mouvement populaire                      |                    |                    |                   |                   |
| Sylviane Alaux, 62 ans, conseillère régionale, conseillère municipale d'opposition de Ciboure | Parti socialiste                                       |                    |                    |                   |                   |
| Roland Machenaud                                                                              | Union pour la démocratie française-Mouvement démocrate |                    |                    |                   |                   |
| Henri Chevrat                                                                                 | Front national                                         |                    |                    |                   |                   |
| Marie Felices                                                                                 | Les Verts                                              |                    |                    |                   |                   |
| Christine Labrousse                                                                           | Ligue communiste révolutionnaire                       |                    |                    |                   |                   |
| Beñat Elizondo, conseiller municipal d'Urrugne                                                | Euskal Herria Bai                                      |                    |                    |                   |                   |
| Jacqueline Desoutter                                                                          | La France en action                                    |                    |                    |                   |                   |
| Pierre Batby                                                                                  | Parti communiste français                              |                    |                    |                   |                   |
| Michel Aguilera                                                                               |                                                        |                    |                    |                   |                   |
| Pascale Pierret                                                                               | CPNT                                                   |                    |                    |                   |                   |
| Michèle Noulibos                                                                              | Lutte ouvrière                                         |                    |                    |                   |                   |

## Sources
Pyrénées-Atlantiques : arrêté préfectoral fixant la liste des candidats au 1er tour des élections législatives du 10 juin 2007
Ministère de l'Intérieur
Ministère de l'Intérieur